# Karl Jenkins
Karl William Pamp Jenkins (ur. 17 lutego 1944 w Penclawdd) – brytyjski (walijski) muzyk i kompozytor.

## Młodość i edukacja
Jenkins urodził się i dorastał w Penclawdd, wiosce na półwyspie Gower w południowej Walii. Jego ojciec, nauczyciel muzyki w miejscowej szkole, parafialny organista i szef chóru, dał mu podstawowe muzyczne wykształcenie. Ukończył studia muzyczne na Uniwersytecie w Cardiff, po czym rozpoczął studia podyplomowe w londyńskiej Królewskiej Akademii Muzycznej, gdzie poznał swoją późniejszą żonę i muzyczną współpracownicę Carol Barratt.

## Kariera muzyczna
Jenkins zaczynał swoją muzyczną karierę jako oboista w National Youth Orchestra of Wales. Następnie dał się poznać jako muzyk jazzowy i jazz-rockowy, grał na saksofonie, klawiszach, oraz jak już wspomniano, na oboju, nietypowym narzędziu w instrumentarium jazzu. Dołączył do grupy kompozytora jazzowego Grahama Colliera, a później stał się jednym z założycieli grupy jazz-rockowej Nucleus, która zdobyła pierwszą nagrodę na Montreux Jazz Festival w 1970. W 1972 dołączył do Soft Machine, zespołu z Canterbury grającego rock progresywny. Z tym zespołem wystąpił na koncertach Proms, w Carnegie Hall i na Festiwalu Jazzowym w Newport. Po tym jak Soft Machine rozpadło się w 1978 (w 1984 miały miejsce ostatnie wspólne występy) Jenkins skupił się na karierze solowej. Rozstał się też z muzyką rockową.
Walijczyk zaczął komponować i nagrywać kompozycje m.in. do reklamowych spotów – ta pozornie mało artystyczna i mało wysublimowana gałąź muzyki przyniosła mu olbrzymi rozgłos. Jenkins stworzył temat muzyczny do reklamy firmy jubilerskiej De Beers. Później dołączył go do kompilacji Diamond Music jako utwór tytułowy, by wreszcie skomponować Palladio wykorzystujące wspomniany temat. Przełom w karierze kompozytorskiej Jenkinsa nastąpił w 1994. W reklamie telewizyjnej linii lotniczych Delta Air Lines użyto zupełnie innego konceptu kompozytora, zatytułowanego Adiemus. Utwór oparty na etnicznym brzmieniu, z chórem wyśpiewującym słowa w nieistniejącym języku, do dziś pozostaje najpopularniejszym dziełem Walijczyka. Zainicjował także prace nad projektem muzycznym Adiemus, na który składają się kolejne płyty tworzone w nurcie new age.
W latach 90. i 2000. Jenkins wzbogacił swój dorobek o kompozycje w stylu klasycznym i muzykę religijną. Napisał operę Eloise, Requiem, koncerty instrumentalne i na orkiestrę.

## Nagrody i osiągnięcia
Jenkins posiada doktorat z muzyki uzyskany na Uniwersytecie Walijskim, a także doktorat honorowy na Uniwersytecie w Leicester. W 2005 r. został odznaczony przez królową Elżbietę II Oficerskim Orderem Imperium Brytyjskiego, a 12 czerwca 2010 Komandorskim Orderem Imperium Brytyjskiego.

## Niepełna lista dzieł

### Albumy[5]
- Adiemus: Songs of Sanctuary
- Adiemus II: Cantata Mundi
- Adiemus III: Dances of Time
- Adiemus IV: The Eternal Knot
- Adiemus V: Vocalise

### Kolekcje największych przebojów
- The Best of Adiemus

### Inne dzieła
- Adiemus: Live – nagrania na żywo utworów z serii Adiemus
- Palladio (1996)
- Eloise (opera)
- Imagined Oceans (1998)
- The Armed Man: A Mass for Peace (skomponowana w 1999, premiera w 2000)
- Dewi Sant, utwór na chór i orkiestrę (1999, 30 min.)
- Diamond Music (1996)
- Merry Christmas to the World (1995) – kolekcja tradycyjnych piosenek bożonarodzeniowych zaaranżowanych przez Jenkinsa
- Over the Stone (2002) – koncert na dwie harfy
- Crossing the Stone (2003)
- Ave Verum (2004)
- In These Stones Horizons Sing (2004)
- Requiem (2005)
- Quirk (2005) – koncert na orkiestrę
- River Queen (2005) – muzyka z filmu River Queen w reżyserii Nowozelandczyka Vincenta Warda
- Tlep (2006)
- Kiri Sings Karl (2006) – z udziałem Kiri Te Kanawy
- This Land of Ours (2007)
- Stabat Mater (2008) – muzyczna adaptacja poematu
- The Concertos (2008) – Over the Stone (koncert na dwie harfy), La Folia (na marimbę), Quirk, Sarikiz (koncert skrzypcowy), nowe nagranie Palladio concerto grosso
- Stella Natalis (2009)
- Gloria / Te Deum (2010)
- The Very Best of Karl Jenkins (2011)